# Gilia austrooccidentalis
Gilia austro-occidentalis là một loài thực vật có hoa trong họ Polemoniaceae. Loài này được (A.G.Grant & V.E.Grant) A.G.Grant & V.E.Grant mô tả khoa học đầu tiên năm 1960.